# Ti presento Sofia
Ti presento Sofia è un film del 2018 diretto da Guido Chiesa, con protagonisti Fabio De Luigi e Micaela Ramazzotti. Il film è un remake italiano dell’argentino Se permetti non parlarmi di bambini! (Sin hijos) del 2015 diretta da Ariel Winograd.

## Trama
Gabriele, ex rocker, ora negoziante di strumenti musicali, divorziato, è un papà premuroso e concentrato esclusivamente sulla figlia Sofia di 10 anni. Quando gli amici gli presentano nuove donne, lui non fa che parlare della figlia, azzerando ogni chance. Un giorno, nella vita di Gabriele ripiomba Mara, un'amica che non vedeva da parecchi anni, che nel frattempo è diventata una dinamica e indipendente fotografa.
Al loro primo appuntamento, proprio sul più bello, Mara rivela a Gabriele che non solo non vuole avere figli, ma odia i bambini. Travolto dalla passione, Gabriele nega l'esistenza di Sofia. Da quel momento, le giornate di Gabriele sono un susseguirsi di assurde manovre per nascondere la presenza della figlia a Mara e viceversa, al punto da trasformare ogni volta il proprio appartamento in funzione di quale delle due andrà a trovarlo. Ma le bugie hanno le gambe corte e la messinscena di Gabriele avrà vita breve.

## Produzione
Il film è stato girato a marzo 2018 tra Pescara, Francavilla al Mare e Fossacesia.
La fotografa italiana Giovanna Griffo ha collaborato con le sue fotografie alla realizzazione del film. Il personaggio di Mara ne mostra gli scatti in alcune scene in cui tiene dei corsi di fotografia digitale.

## Distribuzione
Il film è uscito nelle sale cinematografiche italiane il 31 ottobre 2018.
Presentato per la prima volta nella sezione Alice nella città della tredicesima Festa del cinema di Roma, il 20 ottobre 2018.

## Accoglienza
Nelle prime quattro settimane di programmazione ha incassato 2,9 milioni di euro, di cui 1,6 nel primo fine settimana.

## Riconoscimenti
- 2019 - Premio Flaiano[5]
  - Migliore interpretazione femminile a Micaela Ramazzotti